# Diospyros loureiroana
Diospyros loureiroana är en tvåhjärtbladig växtart som beskrevs av George Don jr. Arten ingår i släktet Diospyros och familjen Ebenaceae. Det finns två underarter: D. loureiroana subsp. loureiroana och D. loureiroana subsp. rufescens.
Utbredningen är sydöstra Afrika, från Kenya i norr till norra Sydafrika i söder.